# S.League 2012
La S.League 2012 è stata la 17ª edizione del massimo campionato singaporiano di calcio. La stagione è iniziata il 9 febbraio 2012 ed è terminata il 4 novembre dello stesso anno.
| Squadra              | Allenatore         | Stadio                            | Città                       |
| -------------------- | ------------------ | --------------------------------- | --------------------------- |
| Albirex Niigata (S)  | Kōichi Sugiyama    | Jurong East Stadium               | Jurong East                 |
| Balestier Khalsa     | Darren Stewart     | Toa Payoh Stadium                 | Toa Payoh                   |
| DPMM                 | Vjeran Simunić     | Hassanal Bolkiah National Stadium | Bandar Seri Begawan, Brunei |
| Geylang United       | V. Kanakarajan     | Bedok Stadium                     | Bedok                       |
| Gombak United        | K. Balagumaran     | Jurong West Stadium               | Jurong West                 |
| Harimau Muda         | Ong Kim Swee       | Yishun Stadium                    | Yishun                      |
| Home United          | Lee Lim-Saeng      | Bishan Stadium                    | Bishan                      |
| Hougang United       | Nenad Bacina       | Hougang Stadium                   | Hougang                     |
| SAFFC                | Richard Bok        | Choa Chu Kang Stadium             | Choa Chu Kang               |
| Tampines Rovers      | Tay Peng Kee       | Clementi Stadium                  | Clementi                    |
| Tanjong Pagar United | Terry Pathmanathan | Queenstown Stadium                | Queenstown                  |
| Woodlands Wellington | Salim Moin         | Woodlands Stadium                 | Woodlands                   |
| Young Lions          | Robin Chitrakar    | Jalan Besar Stadium               | Kallang                     |

## Classifica
|                      | Pos. | Squadra                   | Pt | G  | V  | N | P  | GF | GS | DR  |
| -------------------- | ---- | ------------------------- | -- | -- | -- | - | -- | -- | -- | --- |
| Singapore (bandiera) | 1    | Tampines Rovers           | 52 | 24 | 16 | 4 | 4  | 49 | 24 | +25 |
|                      | 2    | DPMM                      | 48 | 24 | 15 | 3 | 6  | 49 | 27 | +22 |
|                      | 3    | Albirex Niigata Singapore | 43 | 24 | 12 | 7 | 5  | 37 | 26 | +11 |
|                      | 4    | Harimau Muda              | 42 | 24 | 13 | 3 | 8  | 37 | 23 | +14 |
|                      | 5    | Home Utd                  | 40 | 24 | 11 | 7 | 6  | 43 | 29 | +14 |
|                      | 6    | Balestier Khalsa          | 39 | 24 | 11 | 6 | 7  | 23 | 20 | +3  |
| [ 1 ]                | 7    | Singapore A.F.            | 32 | 24 | 9  | 5 | 10 | 43 | 41 | +2  |
|                      | 8    | Hougang Utd               | 29 | 24 | 7  | 8 | 9  | 31 | 33 | -2  |
|                      | 9    | Gombak Utd                | 29 | 24 | 7  | 8 | 9  | 23 | 29 | -6  |
|                      | 10   | Young Lions               | 23 | 24 | 6  | 5 | 13 | 25 | 37 | -12 |
|                      | 11   | Geylang International     | 21 | 24 | 5  | 6 | 13 | 28 | 50 | -22 |
|                      | 12   | Tanjong Pagar Utd         | 20 | 24 | 5  | 5 | 14 | 17 | 41 | -24 |
|                      | 13   | Woodlands Wellington      | 14 | 24 | 3  | 5 | 16 | 19 | 44 | -25 |

Legenda:

      Campione di Singapore e ammessa alla Coppa dell'AFC 2013
      Ammessa alla Coppa dell'AFC 2013
Note:

Tre punti a vittoria, uno a pareggio, zero a sconfitta.